# Maurice Herzog
Maurice André Raymond Herzog (ur. 15 stycznia 1919 w Lyonie, zm. 13 grudnia 2012 w Neuilly-sur-Seine) – francuski alpinista, himalaista i polityk.
Międzynarodową sławę przyniosło mu pierwsze wejście na szczyt Annapurny, dokonane wraz z Louisem Lachenalem w dniu 3 czerwca 1950. Zdobycie Annapurny będące jednocześnie pierwszym wyjściem na ośmiotysięcznik wywołało sensację, przez co pozostawał najbardziej znanym wspinaczem na świecie do czasu zdobycia Mount Everestu przez Edmunda Hillary'ego i Tenzinga Norgaya w 1953.
Pierwsze wejście na ośmiotysięcznik opisał w książce Annapurna (wyd. polskie: „Iskry” 1960, seria: „Naokoło świata”, tłum. Rafał Unrug).
W latach 60. był ministrem sportu Francji, a następnie w latach 1969-1977 merem Chamonix. Był Honorowym Członkiem Międzynarodowego Komitetu Olimpijskiego. Odznaczony Krzyżem Wielkim Legii Honorowej, Krzyżem Wojennym 1939–1945.
Maurice Herzog był absolwentem HEC Paris.